# Ellagitannine

Punicalagin, ein Ellagitannin aus dem Granatapfel

Casuarictin, ein Ellagitannin aus Casuarina stricta

Ellagitannine (auch Ellagtannine) sind eine Gruppe von Polyphenolen und Tanninen aus Pflanzen. Der Bestandteil Ellagsäure wurde von Henri Braconnot in Anlehnung an die Gallussäure, die in Pflanzengallen gehäuft vorkommt, durch Umkehrung des Wortes Galle benannt.

## Eigenschaften
Ellagitannine entstehen durch oxidative Verknüpfung von Gallussäuren, vor allem in 1,2,3,4,6-Pentagallylglucose. Dabei bilden die Gallussäuren untereinander C-C-Bindungen, im Gegensatz zu den Gallotanninen, bei denen die Bindung zwischen den Gallussäuren depsidisch ist. Ein weiterer Gegensatz zu Gallotanninen sind die Makrozyklen in Ellagitanninen, die Hexahydroxydiphenylgruppen, Gallylgruppen oder Sanguisorbylgruppen enthalten.

Biologischer Abbau der Ellagitannine

Die Biosynthese der Ellagitannine erfolgt über 1,2,3,4,6-Penta-O-galloyl-beta-D-glucopyranose durch eine Laccase-ähnliche Phenoloxidase zu Tellimagrandin II, gefolgt von einer weiteren Oxidation durch eine andere Phenoloxidase zu Cornusiin E (ein dimeres Ellagitannin). Ellagitannine werden von der menschlichen Darmflora zu Urolithinen abgebaut.

## Beispiele
Mehr als 1000 Ellagitannine wurden beschrieben. Beispiele für Ellagitannine sind Castalagin, Castalin, Casuarictin, Casuarinin, Castanopsinine A bis H, Excoecarianin, Grandinin, Pterocarinine A und B, Rhoipteleanine A bis G, Roburin A, Tellimagrandin II, Terflavin B, Punicalagin, Punicalin, Punigluconin, Alnusiin, Alnusnin A, Alnusnin B, Cercidinin A, Cercidinin B, Chebulagsäure, Chebulinsäure, Corilagin, Geraniin, Isoterchebin, Nobotanine B, C, E, G, H, I, J, und K, Roxbin B, Sanguiine H-2, H-3 und H-6, Stachyurin, Terchebin, Vescalagin und Vescalin. Sie kommen vor allem in zweikeimblättrigen Bedecktsamern vor, wie in Myrtales, zu denen unter anderem der Granatapfel zählt.

## Analyse
Ellagitannine können per Chromatographie getrennt werden. Für eine Analyse werden die Esterbindungen mit Trifluoressigsäure in wässrigem Methanol hydrolysiert. Ebenso können die Esterbindungen durch die Ellagitannin-Acylhydrolase (synonym Ellagitannase) gespalten werden. Die dabei freigesetzte Hexahydroxydiphenylsäure bildet das Lacton Ellagsäure und die freigesetzte Sanguisorbinsäure das Dilacton Sanguisorbinsäuredilacton, während Gallussäure erhalten bleibt.

## Verwendung
Ellagitannine besitzen antientzündliche Wirkungen und werden zur Neuroprotektion, zur Vorbeugung von Infektionskrankheiten, Krebs, chronisch-entzündlicher Darmerkrankungen und Herz-Kreislauf-Erkrankungen untersucht.
Die Ellagitannine Castalagin und Vescalagin aus der Stieleiche (Ellagitanninmassenanteil 4,84 %) und der Traubeneiche (Ellagitanninmassenanteil 3,44 %) diffundieren bei der Herstellung von Wein im Barriqueausbau aus dem Holz des Fasses in den Wein und gehören zu den Phenolen im Wein. Die Ellagitannine hemmen im Wein die malolaktische Gärung. Mit der Oxidation der Ellagitannine nimmt die Adstringenz ab.